# Плътност на заряда
Плътността на заряда представлява количеството електрически заряд на единица дължина, площ или обем. Съответно тя бива линейна, повърхностна или обемна и се измерва в SI в: кулони на метър (C/m), кулони на квадратен метър (C/m²) и в кулони на кубичен метър (C/m³). За разлика от плътността на материята, плътността на заряда може да приема както положителни, така и отрицателни стойности. Това е свързано с факта, че съществуват положителни и отрицателни заряди.

## Плътност на заряда в класическата физика
Линейната, повърхностната и обемната плътност на заряда обикновено се обозначават с функциите {\displaystyle \lambda ({\vec {r}})}, {\displaystyle \sigma ({\vec {r}})} и {\displaystyle \rho ({\vec {r}})} съответно, където {\displaystyle {\vec {r}}} е радиус-вектор. Следващите определения важат за разпределение на продължителни заряди.
Линейната плътност на заряда е отношението на безкрайно малък електричен заряд dQ към безкрайно малък линеен елемент.
{\displaystyle \lambda _{q}={\frac {dQ}{d\ell }}\,,\quad }
аналогично плътността на повърхностния заряд използва площ на повърхнина dS
{\displaystyle \sigma _{q}={\frac {dQ}{dS}}\,,\quad }
и плътността на обемния заряд използва обем dV
{\displaystyle \rho _{q}={\frac {dQ}{dV}}\,,\quad }
Интегрирайки тези функции, можем да определим пълния заряд:
{\displaystyle Q=\int \limits _{L}\lambda ({\vec {r}})\operatorname {d} r}
{\displaystyle Q=\int \limits _{S}\sigma ({\vec {r}})\operatorname {d} S}
{\displaystyle Q=\int \limits _{V}\rho ({\vec {r}})\operatorname {d} V}

## Плътност на заряда в специалната относителност
В специалната теория на относителността дължината на даден проводник зависи от скоростта на наблюдателя. Следователно, плътността на заряда ще зависи и от скоростта. Плътността на заряда ρ и плътността на тока J се трансформират заедно като 4-токов вектор чрез трансформация на Лоренц.

## Плътност на заряда в квантовата механика
В квантовата механика плътността на заряда (например електрони в атом) зависят от вълновата функция {\displaystyle \psi ({\vec {r}})} така:
{\displaystyle \rho ({\vec {r}})=Q|\psi ({\vec {r}})|^{2}}
при което вълновата функция трябва да има вида:
{\displaystyle \int |\psi ({\vec {r}})|^{2}\operatorname {d} V=1}

## Определение на плътността на заряда чрез делта функция
{\displaystyle \rho ({\overrightarrow {r}})=\sum _{a}e_{a}\delta ({\overrightarrow {r}}-{\overrightarrow {r_{a}}})}
където сборът е равен на всички заряди, а {\displaystyle {\overrightarrow {r_{a}}}} е радиус-векторът на заряда {\displaystyle e_{a}}. Пълният заряд, намиращ се в пространството, е равен на интеграла {\displaystyle \int \rho dV} по цялото пространство. Този интеграл може да се запише в четиримерен вид:
{\displaystyle Q=\int \rho dV={\frac {1}{c}}\int j^{0}dV={\frac {1}{c}}\int j^{i}ds_{i}}
където интегрирането се извършва по всички четиримерни хиперплоскости, перпендикулярни на оста x0 (това означава и интегриране по цялото триизмерно пространство). {\displaystyle j^{i}} – 4-вектора на плътността на тока.